# Nusratullo Machsum

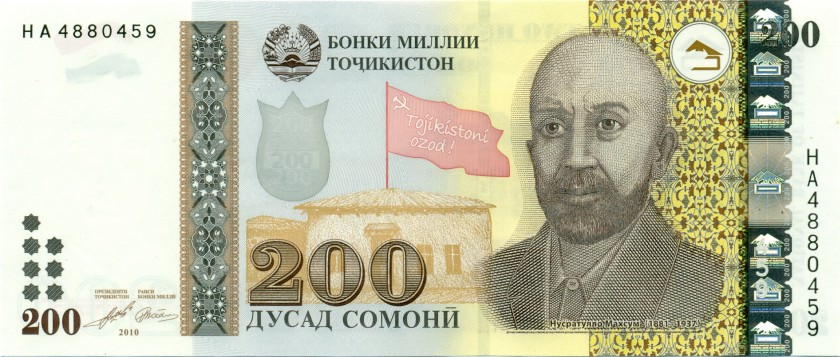
Somoni mit dem Porträt Nusratullo Machsum

Nusratullo Machsum (tadschikisch Нусратулло Махсум; russisch Нусратулло Максум, Nusratullo Maksum; bekannt auch als Nusratullo Lutfullojew (tadschikisch Лутфуллоев) oder Lutfullajew (russisch Лутфуллаев); * 1881 in Gharm; † 1937 in Moskau) war ein tadschikischer Politiker. Er war von 1923 bis 1933 Vorsitzender des Obersten Sowjets der TaASSR bzw. TaSSR, wurde 1937 im Rahmen der Stalinschen Säuberungen verhaftet und hingerichtet, später aber rehabilitiert. Postum wurde ihm der Titel Held Tadschikistans verliehen. Lutfullojew ist auf dem 200-Somoni-Banknote zu sehen.